# Natgeogia rastellata
Natgeogia rastellata är en spindelart som beskrevs av Raven 1994. Natgeogia rastellata ingår i släktet Natgeogia och familjen Barychelidae.
Artens utbredningsområde är Nya Kaledonien. Inga underarter finns listade i Catalogue of Life.